# Mesolecanium argaformis
Mesolecanium argaformis är en insektsart som beskrevs av Hempel 1920. Mesolecanium argaformis ingår i släktet Mesolecanium och familjen skålsköldlöss. Inga underarter finns listade i Catalogue of Life.